# Предметная олимпиада

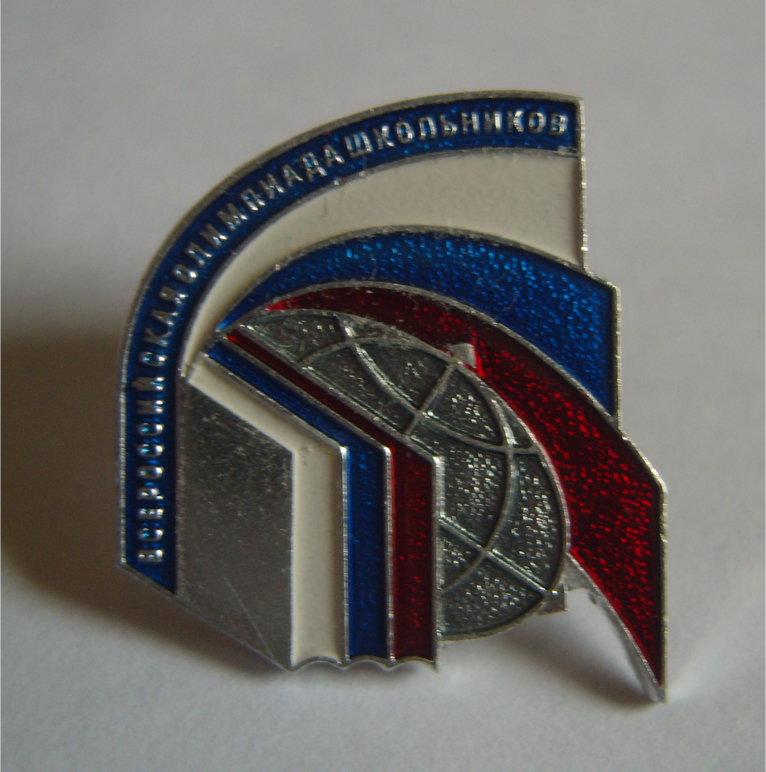
Значок участника Всероссийской олимпиады школьников (2008 год)

Предме́тная олимпиа́да — состязание учащихся учреждений среднего общего, высшего или профессионального образования, требующее от участников демонстрации знаний и навыков в области одной или нескольких изучаемых дисциплин.
Олимпиады нередко сопровождаются церемонией открытия (государственные — обязательно) и торжественным закрытием (часто с творческими представлениями) с подведением итогов и награждением лучших.
В России проводится значительное число предметных олимпиад как регионального, так и федерального (в том числе Всероссийская олимпиада школьников) уровня.

## Основные принципы

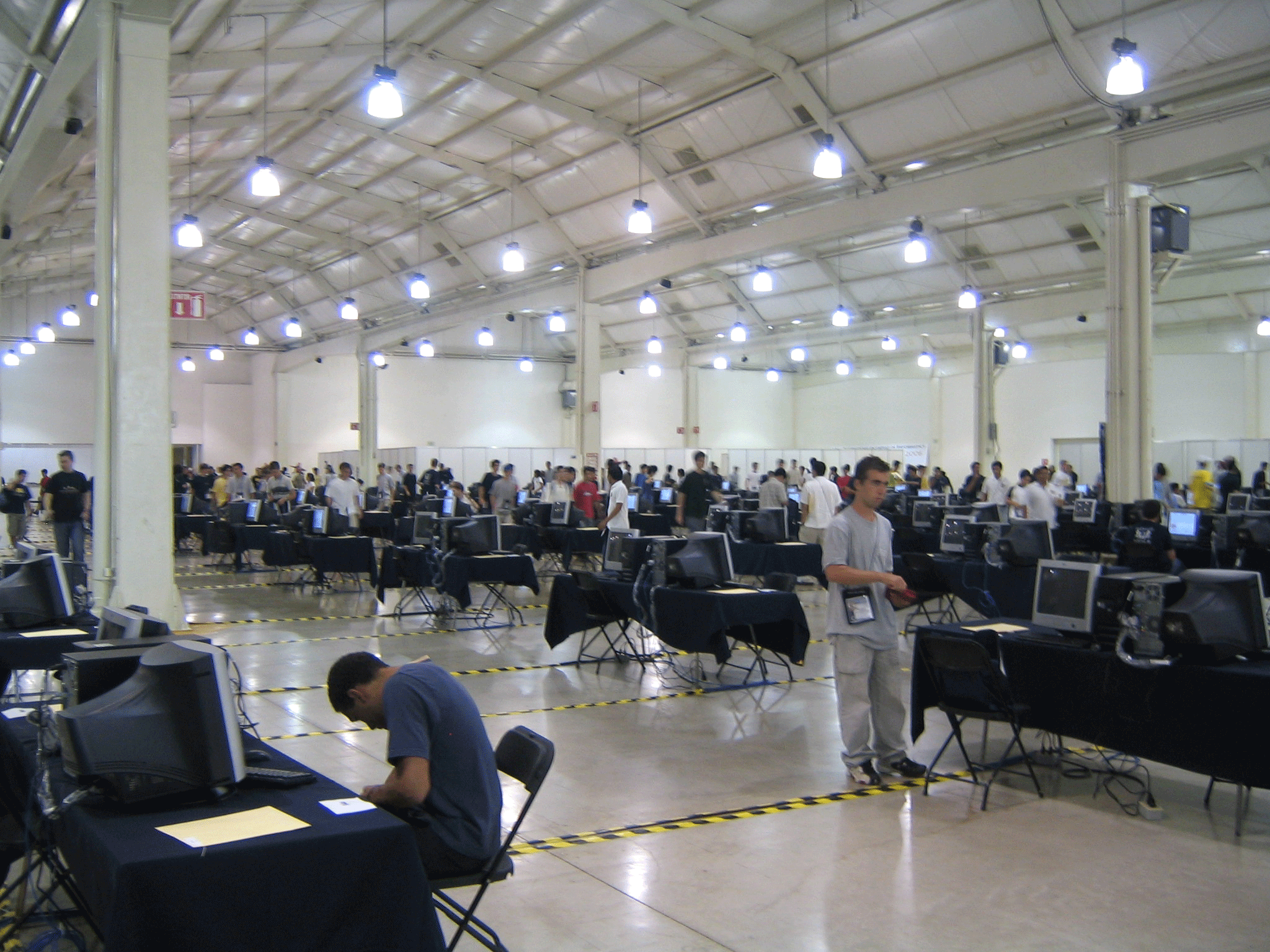
На Международной олимпиаде по информатике. Загреб, 2006 год

Нередко олимпиада состоит из нескольких этапов, которые условно тоже принято называть олимпиадами: школьный, районный, областной, государственный (федеральный, заключительный), международные олимпиады. Олимпиада проходит в заранее выбранном учебном заведении. Начиная с районной, на всех олимпиадах присутствуют наблюдатели и ведущие олимпиады. После идентификации участники располагаются в аудиториях. Ведущие объясняют правила и ход работы, раздают задания и необходимые вспомогательные материалы. Обычно правила напечатаны на отдельном листе для каждого участника. После выполнения заданий участник по своему усмотрению волен завершить работу раньше отведённого времени и уйти.
По завершении олимпиады производится анализ работ участников и подсчёт баллов. Лучшим участникам предлагается готовиться к следующему этапу олимпиады. Призёры олимпиад обычно получают дипломы и награды (ценность которых зависит от уровня олимпиады), к примеру книги или бюджетные места в вузе. Участникам также могут предоставить возможность отправиться на экскурсию в тематически связанные с олимпиадой места. На федеральных и международных олимпиадах всегда организуется культурная программа.
Олимпиады каждой учебной дисциплины различаются по способу проведения и ходу работы.

## Значение для участника
Участник олимпиады обычно усиленно готовится к ней, что способствует усвоению учебного и дополнительного материала. 
Участие в олимпиаде может служить преимуществом при поступлении в учебные заведения для дальнейшего образования, особенно если участник занял призовое место. 
Нередко организуются специальные кружки для подготовки к предметным олимпиадам, что повышает уровень знаний и даёт возможность общения со сверстниками своего уровня. Однако, вместо посещения во внеурочное время «накачивающего» на олимпиадные задачи кружка, для развития может быть полезнее присоединение школьника к какой-либо исследовательской группе в научном или учебном институте.

## История предметных олимпиад
Первые интеллектуальные конкурсы для школьников --  «олимпиады для учащейся молодежи» -- в России в XIX веке начало проводить Астрономическое общество Российской Империи. С 1885 года началось проведение заочных олимпиад журнала «Вестник опытной физики и элементарной математики».
Однако настоящий расцвет интеллектуального движения учащейся молодёжи начался в Советском Союзе. Пионером проведения олимпиады по математике стал в 1934 году Ленинградский государственный университет, по инициативе блестящего учёного Бориса Делоне.

### Олимпиады по математике
В 1935 году  Московское математическое общество провело Первую московскую олимпиаду по математике, для которой заблаговременно, в  конце февраля 1935 года, в школах распространили объявление  и подготовительные задачи, в рамках школьной программы. Состязания проходили в два этапа, в первом из которых приняли участие более 300 человек, не только школьников, но и рабфаковцев, школ рабочей молодёжи. Самому юному из них было 14 лет, самому старшему – 29.  На второй тур летом были допущены 131 человек. Для них прочитали лекции выдающиеся математики Павел Сергеевич Александров, Андрей Николаевич Колмогоров, Александр Геннадиевич Курош, Нил Александрович Глаголев. Победители первой олимпиады Игорь Зверев, Николай Коробов и Анна Мышкис впоследствии поступили на мехмат МГУ, Игорь и Николай после Великой Отечественной войны стали его преподавателями, Анна погибла на фронте в 1943 году.
С 1936 года олимпиады по математике в Москве стали традиционными и ежегодными. Перерыв был сделан с 1942 по 1944 годы, когда состязания проходили в эвакуации: в Ашхабаде и Казани.

### Олимпиады по химии
Начаты в 1938 году по инициативе профессора химического факультета МГУ Александра Петровича Терентьева с целью не столько выявить лучших учеников, сколько вообще заинтересовать детей серьезным изучением этого предмета. Поэтому задания первых олимпиад больше требовали знания школьной программы и общей эрудиции, нежели проявления научного склада ума. Такой профиль этих олимпиад сохранялся до начала 1970-х годов, после чего уровень требований повысился с целью отбора более талантливых детей для углубленного изучения химии.

### Эволюция олимпиад школьников
Расцвет олимпиад по  естественным наукам был обусловлен индустриализацией и развитием промышленного, военного потенциала СССР, для чего требовались талантливые учёные, изобретатели, инженеры. С развитием научно-технической революции появляются новые науки и технологии, которым снова требуются кадры (генетика, кибернетика, геология и космическая картография, ядерная физика). В 1960-е годы к привычным олимпиадам  по математике, физике, химии, присоединяются олимпиады по биологии, географии, литературе, иностранным языкам. Наконец, на рубеже XX века  в список олимпиад добавляются такие предметы, как экология.

## Виды олимпиад
Проведением олимпиад обычно занимаются различные образовательные организации: школы и вузы. Проведением массовых олимпиад может заниматься правительство страны или международные организации. Также иногда олимпиады проводят коммерческие фирмы (особенно часто компании, связанные c IT, проводят олимпиады по программированию).

### Международные олимпиады школьников
Международные олимпиады школьников - группа ежегодных соревнований школьников в различных областях науки. На соревнования приглашаются команды стран, команда одной страны состоит из 4-6 человек. Каждая страна самостоятельно занимается отбором своей команды на международную олимпиаду школьников, обычно команда формируется по результатам национальных олимпиад. В данный момент система международных олимпиад школьников включает в себя 13 олимпиад.
Различные международные олимпиады независимы друг от друга. Отбор на каждую из них в странах тоже проходит независимо. Несмотря на то, что олимпиада проводится для школьников, уровень задач на всех международных олимпиадах очень высокий.

### Национальные олимпиады школьников
Многие страны проводят у себя национальные олимпиады. Обычно они являются самыми массовыми олимпиадами в стране. Проводятся как для увлечения школьников занятиями наукой, так и для отбора команды на международную олимпиаду.
Обычно проводятся в несколько этапов. В первом этапе имеют право принимать участие все школьники, проход на последующие этапы обычно происходит по результатам предыдущих.
В России проводится Всероссийская олимпиада школьников.

### Олимпиады школьников, проводимые вузами
Многие высшие учебные заведения проводят у себя различные предметные олимпиады школьников. Например, Покори Воробьёвы горы!, Высшая проба, Всесибирская открытая олимпиада школьников и др. Удачное выступление на олимпиадах некоторых вузов даёт льготы при поступлении.

### Другие виды олимпиад школьников
Имеются массовые олимпиады, которые не организуются ни правительством страны, ни каким-либо конкретным учебным заведением. Примеры наиболее известных таких мероприятий: математический конкурс Кенгуру, Турнир городов, Турнир юных физиков, Турнир юных химиков, Турнир юных биологов, Международная олимпиада по основам наук и многие другие.

## Студенческие предметные олимпиады
Для студентов вузов также проводятся предметные олимпиады. В России такие олимпиады бывают как исключительно внутривузовские так и региональные, всероссийские, международные.
Предметы варьируются от знакомых по школе (физика, математика) до узкоспециальных (геодезия, бухгалтерский учёт и другие).
Бывает разделение олимпиад на некоторое подобие дивизионов. Например, «Олимпиада по математике для студентов нематематических специальностей» или «Межвузовская олимпиада по физике» (для нефизических вузов города).
С 1986 г. в соответствии с приказом-постановлением МИНВУЗа СССР и секретариата ЦК ВЛКСМ от 14 марта 1986 года  № 224/104/70а о проведении Всесоюзной олимпиады «Студент и научно-технический прогресс» в МАИ до 2011 года проводилась олимпиада по дисциплине «Детали машин». В 2013 году было возобновлено проведение Московской городской олимпиады «Детали машин и основы конструирования» в Университете машиностроения (бывш. МАМИ). Начиная с 2016 года Всероссийская студенческая олимпиада «Детали машин и основы конструирования» организовывалась в Университете машиностроения, в НИУ «МЭИ» в 2019 г. и с 2020 г. в МГТУ им. Н. Э. Баумана.
C 1994 года проводится Международная студенческая олимпиада IMC (International Mathematics Competition for University Students). На ней представлены задачи из таких областей как алгебра, вещественный и комплексный анализ, геометрия и комбинаторика.
На базе МИФИ проводится Всероссийская студенческая олимпиада по таким дисциплинам как «Информационная безопасность», «Физика», «Физика лазерных и плазменных и радиационных технологий», «Автоматика, электроника, наноструктурная электроника», «Инженерно-физические технологии биомедицины».
С 2005 по 2018 годы проводилась Всероссийская студенческая олимпиада «Оптотехника» среди студентов оптических специальностей вузов России.
C 2014 года проводится Сибирская студенческая олимпиада по криптографии с международным участием "NSUCRYPTO". Участникам предлагаются задачи, возникающие в современной криптографии и криптоанализе.